# Quinéville
Quinéville är en kommun i departementet Manche i regionen Normandie i norra Frankrike. Kommunen ligger i kantonen Montebourg som tillhör arrondissementet Cherbourg. År 2022 hade Quinéville 260 invånare.

## Befolkningsutveckling
Antalet invånare i kommunen Quinéville
| Referens: INSEE |